# 小行星8477
小行星8477（8477 Andrejkiselev）是一颗绕太阳运转的小行星，为主小行星带小行星。该小行星于1986年9月6日发现。

## 轨道参数
小行星8477的轨道半长轴为2.2035231 UA，离心率为0.161。